# Alcides Ghiggia
Alcides Edgardo Ghiggia, né le 22 décembre 1926 à Montevideo et mort le 16 juillet 2015 à Las Piedras, est un footballeur uruguayen.
Évoluant au poste d'ailier droit, il remporte avec l'équipe d'Uruguay la Coupe du monde de 1950, au cours de laquelle il marque le but décisif lors du match final face au Brésil. 
Dernier survivant des joueurs ayant disputé cette rencontre, il meurt 65 ans après, jour pour jour.

## Biographie

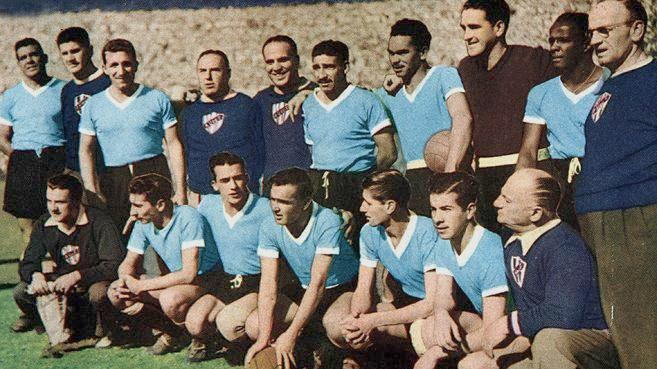
Équipe nationale uruguayenne à la Coupe du monde 1950 (2e en bas à gauche).

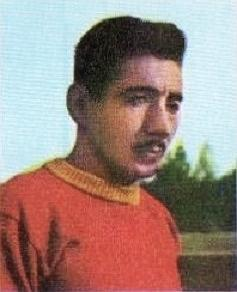
Alcides Ghiggia à l'AS Rome (vers 1960).

Ghiggia grandit dans une famille appréciant le football, dans la nostalgie de la victoire en Coupe du monde de 1930. Il s'essaie dans sa jeunesse à différents sports avant de décider de se consacrer définitivement au football à partir de 1946, au Sud América de Montevideo. Il effectue l'année suivante un essai - infructueux - au Club Atlético Atlanta de Buenos Aires, où il côtoie un de ses modèles en la personne d'Adolfo Pedernera. En 1948, à 21 ans, il signe finalement au Club Atlético Peñarol, un des principaux clubs d'Uruguay.
Usant de sa technique, de sa vitesse et de son abnégation, l'ailier s'y fait vite remarquer au sein de la fameuse Escuadrilla de la Muerte, le cinq offensif composé de Ghiggia, Míguez, Vidal, Schiaffino et Hohberg qui permet au club de remporter le championnat en 1949. Il se trouve sélectionné en équipe nationale en mai 1950, à l'occasion de la Copa Rio Branco. Deux mois plus tard, il part à la Coupe du monde organisée par le Brésil. Il y dispute le troisième match de groupe face à la Bolivie, où il marque son premier but avec la Celeste qui clôt la marque à 8-0, et gagne sa place de titulaire pour les matchs du tour final. Il ouvre le score contre l'Espagne (2-2) puis égalise contre la Suède (3-2). Lors du match décisif face au Brésil, véritable finale du tournoi, il offre une passe décisive à son coéquipier Juan Schiaffino pour l'égalisation puis marque lui-même le but du 2-1, qui permet aux siens de remporter la Coupe du monde, au grand dam des 200 000 spectateurs brésiliens ; il relate cet évènement avec ces mots qu'il prononce dans les années 1960 à la télévision Globo : « Seules trois personnes ont réussi à faire taire le Maracanã, Frank Sinatra, le pape et moi. ». L'épisode reste connu comme le Maracanazo,.
En 1952, alors qu'il est devenu une grande vedette, Ghiggia agresse l'arbitre du derby Peñarol-Nacional et se trouve suspendu 15 mois. Il décide alors de quitter le pays et part en Europe, à l'AS Roma. Son départ du pays clôt sa carrière avec la sélection uruguayenne.  
Ghiggia est une grande vedette à Rome, où il mène grande vie. Entre juin 1957 et février 1959, Ghiggia est sélectionné à cinq reprises avec l'équipe d'Italie, pour laquelle il marque un but. Il gagne à Rome un seul trophée, la Coupe des villes de foires en 1961, sans jouer la finale. Après une dernière saison en pointillé à Rome, il signe au Milan AC, où il ne joue que quatre matchs de championnat lors de la saison 1961-1962, ce qui lui suffit à remporter officiellement le titre de champion d'Italie.
À 37 ans, il rentre en Uruguay, où le Danubio FC lui offre de poursuivre sa carrière, ce qu'il fera cinq saisons. 
En 1980, il est nommé entraîneur du Club Atlético Peñarol, mais l'expérience ne dure pas. Le 16 juillet 2007, il a été fait citoyen d'honneur de la ville de Montevideo, en même temps que Juan Carlos González et Aníbal Paz, les deux autres survivants des vainqueurs de 1950. Il était depuis 2013 le dernier survivant (toute nationalité confondue) de cette finale. Il meurt d'une crise cardiaque le 16 juillet 2015.

## Buts internationaux

### Avec lasélection uruguayenne
| 0   | Date            | Lieu                                          | Compétition                            | Résultat | Adversaire | Détail | Détail | Sél. |
| --- | --------------- | --------------------------------------------- | -------------------------------------- | -------- | ---------- | ------ | ------ | ---- |
| 1er | 2 juillet 1950  | Estádio Independência, Belo Horizonte, Brésil | Premier tour de la Coupe du monde 1950 | V 8-0    | Bolivie    | 87e    | 8-0    | 4e   |
| 2e  | 9 juillet 1950  | Stade Pacaembu, São Paulo, Brésil             | Poule finale de la Coupe du monde 1950 | N 2-2    | Espagne    | 29e    | 1-0    | 5e   |
| 3e  | 13 juillet 1950 | Stade Pacaembu, São Paulo, Brésil             | Poule finale de la Coupe du monde 1950 | V 3-2    | Suède      | 39e    | 1-1    | 6e   |
| 4e  | 16 juillet 1950 | Stade Maracanã, Rio de Janeiro, Brésil        | "Finale" de la Coupe du monde 1950     | V 1-2    | Brésil     | 79e    | 1-2    | 7e   |

### Avec lasélection italienne
| 0   | Date            | Lieu                                   | Compétition  | Résultat | Adversaire      | Détail | Détail | Sél. |
| --- | --------------- | -------------------------------------- | ------------ | -------- | --------------- | ------ | ------ | ---- |
| 1er | 4 décembre 1957 | Windsor Park, Belfast, Irlande du Nord | Match amical | N 2-2    | Irlande du Nord | 24e    | 0-1    | 2e   |

## Palmarès

### En club
| CA Peñarol - Championnat d'Uruguay - Champion en 1949 et 1951 |  | AS Rome - Coupe des villes de foires - Vainqueur en 1961 |  | AC Milan - Championnat d'Italie - Champion en 1962 |

### En sélection
| Uruguay - Coupe du monde - Vainqueur en 1950 |